# Tomi Saarelma
Tomi Saarelma (* 30. November 1988 in Hollola) ist ein finnischer Fußballspieler.

## Verein
Tomi Saarelma begann seine Karriere beim FC Lahti in seiner finnischen Heimat, bevor er in die Jugendakademie des FC Chelsea London wechselte und dort von U17 bis U21 spielte. Nach 2 Jahren, und nach zwei kurzen Zwischenstopps beim FC Twente Enschede in Holland und Djurgårdens IF in Schweden, verließ er London und wechselte zum Team von JK Rakuunat, das in Lappeenranta beheimatet ist, wo er die letzten acht Partien in der Saison 2007 spielte. Wiederum ein Jahr später ging er zum FC KooTeePee in Veikkausliiga. Nach einem erfolgreichen Probetraining wechselte er in der Winterpause der Saison 2008/09 zum 1. FC Kleve. Nachdem der 1. FC Kleve aus der Fußball-Regionalliga abgestiegen war, schloss er sich dem FC Levadia Tallinn an, wo er in der ersten Saison die Meisterschaft, den Pokal und den Super Cup gewann. 2009/2010 spielte Saarelma mit dem FC Levadia auch erfolgreich in Europa, vor allem in der UEFA Europa League, wo sie z. B. gegen Wisła Kraków und Galatasaray Istanbul spielten. 2011 verließ er Estland und zog im Sommer in die Schweiz. Im Sommer unterschrieb Saarelma einen Vertrag beim FC Baden aus dem Kanton Aargau. Im Sommer 2012 unterschrieb Saarelma einen Vertrag beim SR Delémont, doch schon im folgenden Winter ging er weiter zu BSC Old Boys Basel. Der FC Lahti, Galway United in der Premier Division, FC United Zürich, Turku PS und Myllykosken Pallo -47 waren bis 2019 die weiteren Stationen Saarelmas. Nach einer kurzen Karrierepause spielte er seit 2021 für den Fünftligisten SV Muttenz in der Schweiz und in der Freizeit für den FC Möhlin.
Wegen Knieproblemen und der COVID-19-Pandemie beendete Saarlema seine internationale Karriere hatte er beim FC Stein als Nachwuchstrainer und als Assistenztrainer der ersten Mannschaft zu arbeiten begonnen. 2025 war er als Assistenztrainer für die U14-Junioren des «Team Basel» tätig.

## Nationalmannschaft
Von 2004 bis 2017 spielte er insgesamt zehn Mal für diverse finnische Jugendnationalmannschaften.

## Familie
Ab 2008 war Saarelma mit der Sportchefin des FC Stein liiert. Im Sommer 2011 zog er in die Schweiz und lebt seit jenem Jahr in Stein. Im 2025 war ein Sohn von Saarelma zehn Jahre alt und die Tochter fünf Jahre. Saarelma lernte 2011 Deutsch und versteht auch Schweizerdeutsch. Zudem spricht er Finnisch, Schwedisch, Englisch, Französisch und Spanisch.

## Erfolge
- Estnischer Meister: 2009
- Estnischer Pokalsieger: 2010